# E93
E93 är en före detta europaväg i Ryssland och Ukraina.
Den har strukits, och sträckan Orjol - Hluchiv - Kiev heter E391 och E101, och sträckan Kiev - Uman - Odessa heter E95.